# Isuerre
Isuerre è un comune spagnolo di 57 abitanti situato nella comunità autonoma dell'Aragona.